# Jacinto Grau
Jacinto Grau Delgado, född 1877 i Barcelona, död den 14 augusti 1958 i Buenos Aires, var en spansk (katalansk) dramatiker. 
Trots att han var katalan skev Grau uteslutande på kastiljanska, och hans första arbete, Trasuntos, uppenbarade en skald av djup filosofisk läggning och en själsanalytiker befryndad med Dostojevskij. I detta första försök ville man spåra en blivande stor episk diktare på prosa, men Grau vände sig plötsligt till det dramatiska området och skrev Las bodas de Camacho (1903), El tercer demonio (1908), Don Juan de Cavillana (1913), Entré Hånas (1915), El conde Alarcos (1917), Ildaria (1918), El hijo prodigo (1918) och zarzuelan Cuento de Barba Azul. Dessa arbeten är både komedier och tragedier; alla blev uppförda och mottagna med stort bifall. Grau räknas som en av de främsta av sin samtids spanska dramatiker.